# Interior Gateway Routing Protocol
Protocolo Interno de Distribuição (do inglês Inter-Gateway Routing Protocol - IGRP, ou Internal Gateway Protocol - IGP) é um protocolo de distribuição de dados (roteamento) do gateway dentro de uma complexa rede de computadores com várias rotas paralelas, desenvolvido na década de 1980 pela Cisco Systems.
O protocolo auxilia nas seguintes funções: realizar roteamento em uma grande e complexa rede; Fornecer resposta rápida na troca de topologia de rede; Ter um baixa sobrecarga; Dividir o tráfego entre várias rotas paralelas; Manipular múltiplos tipos de serviços com um simples informações.
O algoritmo utilizado pelo IGRP determina o melhor caminho entre dois pontos dentro de uma rede examinando a largura de banda e o atraso das redes entre roteadores. O IGRP converge mais rapidamente que o RIP, evitando loops de roteamento, e não tem a limitação de saltos entre roteadores. Com estas características, o IGRP viabilizou a implementação de redes grandes, complexas e com diversas topologias.

## História
Na década de 1980, o protocolo interior de roteamento mais popular era o Routing Information Protocol (RIP). Embora este fosse útil para distribuir dentro de pequenas e médias empresas, redes relativamente homogêneas, porém alcançou um limite com o crescimento da rede. O limite máximo de hops suportados pelo RIP (de no máximo dezesseis) restringiu o crescimento das redes; a sua única contagem de hops (métrica) de balanceamento de carga de igual custo, não permitia muita flexibilidade de roteamento em ambientes complexos. A popularidade de roteadores da Cisco e a robustez do IGRP incentivaram muitas organizações com grandes redes a substituir o RIP pelo IGRP.
A implementação inicial do IGRP da Cisco trabalhava em redes IP (Internet Protocol). O IGRP, no entanto, foi projetado para funcionar em qualquer ambiente da rede, e a Cisco logo portou-o para rodar em redes de protocolo de sem conexão de rede da OSI (CLNP). A Cisco desenvolveu o Enhanced IGRP (EIGRP) nos anos 90 para melhorar a eficiência da operação do IGRP.

## Características
IGRP é um Protocolo de Gateway Interior do vetor da distância (IGP). Os protocolos do roteamento do vetor da distância comparam matematicamente rotas usando alguma medida da distância. Esta medida é sabida como o vetor da distância. Os roteadores que usam um protocolo do vetor da distância devem emitir toda ou uma parcela da sua tabela de roteamento em uma mensagem do roteamento-atualização em intervalos regulares a cada um de seus roteadores vizinhos. Enquanto as informações de roteamento proliferam através da rede, os roteadores podem identificar destinos novos enquanto são adicionados à rede, aprendem nas falhas na rede, e, o mais importante, calcula distâncias a todos os destinos sabidos.
O protocolo do roteamento do vetor da distância é contrastado frequentemente com protocolos de roteamento do link-state, que emitem a informação local da conexão a todos os nós na rede interna. Para uma discussão do trajeto o mais curto aberto primeiramente (OSPF) e do sistema IS-IS, dois algoritmos populares do roteamento do link-state, "trajeto o mais curto primeiro," e "protocolo do roteamento da interconexão de sistema aberto," respectivamente.
IGRP usa uma métrica composta que seja calculada fatorando valores matemáticos tornados mais pesados para a rede interna atraso, largura de faixa, confiabilidade, e carga. Os administradores da rede podem ajustar os fatores tornando mais pesados para cada uma destas métricas, embora grande deva cuidado ser tomado antes que todos os valores de defeito estejam manipulados. IGRP fornece uma escala larga para sua métrica. A confiabilidade e a carga, para o exemplo, podem fazer exame em todo o valor entre 1 e 255; a largura de faixa pode fazer exame nos valores que refletem velocidades de 1200 bps a 10 Gbps, quando atrasar pode fazer exame em qualquer valor de 1 a 225 aproximadamente. Estas escalas métricas largas são complementadas mais por uma série das constantes usuários-definíveis que permitem um administrador da rede de influenciar a seleção da rota. Estas constantes cortadas de encontro às métricas, e a, em um algoritmo que renda uma única, métrica composta. Assim, o administrador da rede pode influenciar a seleção da rota deixando tornar mais elevado ou mais baixo as métricas específicas. Esta flexibilidade permite aos administradores finos-ajustes a seleção automática da rota de IGRP.
Para fornecer a flexibilidade adicional, IGRP permite o roteamento multi-caminhos. As linhas duplas da igual-largura de banda podem funcionar um único canal do tráfego na forma do circle-round-robin, com switch over automático à segunda linha se uma linha for para baixo. Os trajetos múltiplos podem ter as métricas desiguais, contudo ainda são rotas multi-caminhos válidas. Por exemplo, se um trajeto for três vezes melhor do que um outro trajeto (seu métrico é três vezes mais baixo), o trajeto melhor será usado três vezes ou mais frequentemente. Somente as rotas com métricas que estão dentro de determinadas escalas ou variação da mais melhor rota são usadas como trajetos múltiplos. A variação é um outro valor que possa ser estabelecido pelo administrador da rede.

### Estabilidade
IGRP fornece um número de características que são projetadas realçar sua estabilidade. Estes incluem HOLD DOWNS, SPLIT HORIZONS e atualizações REVERSE-POISON.
Os HOLD DOWNS são usados para impedir que as mensagens regulares da atualização restabeleçam uma rota imprópria que possa ter o mau-trajeto. Quando um roteador vai para baixo, os roteadores vizinhos detectam este através da falta de mensagens regularmente programadas da atualização. Estes roteadores então calculam rotas novas e emitem mensagens de atualização do roteamento para informar seus vizinhos da mudança da rota. Esta atividade começa uma onda das atualizações provocadas que filtram através da rede. Estas atualizações provocadas não chegam imediatamente em cada dispositivo da rede. Assim, é possível para um dispositivo que venha a ser informado ainda de uma falha de rede, que venha a emitir uma mensagem regular de atualização, que anuncie uma rota falhada como sendo válida a um dispositivo que seja notificado apenas da falha de rede. Neste caso, o último dispositivo conteria (e para anunciar potencial) a informação de roteamento incorreta. Os HOLD DOWNS dizem aos roteadores para manter abaixadas todas as mudanças que possam afetar rotas por algum período de tempo. O período do HOLD DOWN é calculado geralmente para ser maior do que o período de tempo necessário para atualizar a rede inteira com uma mudança do roteamento.
Os SPLIT HORIZONS derivam-se da premissa que nunca pode emitir a informação sobre uma rota no sentido de que veio e devem impedir enlaces do roteamento entre roteadores adjacentes, mas as atualizações REVERSE-POISON são necessárias para desatar enlaces maiores do roteamento. Os aumentos em métricas do roteamento indicam geralmente enlaces do roteamento. as atualizações REVERSE-POISON são emitidas então para remover a rota e para colocá-la no HOLD DOWN. Na execução do Cisco de IGRP, os atualizações REVERSE-POISON são emitidas se uma rota métrica aumentar por um fator de 1.1 ou mais grande.

### Temporizadores
O IGRP mantém um número de temporizadores e de variáveis que contêm intervalos do tempo. Estes incluem um temporizador de atualização, um temporizador inválido, um período do tempo, e um temporizador nivelado. O temporizador de atualização especifica com que frequência a distribuição de mensagens de atualização deve ser emitida, o tempo de atualização tem como padrão no IGRP 90 segundos para esta variável. O temporizador inválido especifica quanto tempo um roteador deve esperar na ausência de mensagens do roteamento-atualização sobre uma rota específica antes de declarar como inválida a rota. O defeito de IGRP para esta variável é três vezes o período da atualização. A variável do tempo especifica o período do HOLD DOWN. O defeito de IGRP para esta variável é três vezes o período do temporizador de atualização mais 10 segundos. Finalmente, o temporizador nivelado indica quanto o tempo deve passar antes que uma rota deva ser nivelada da tabela de roteamento. O defeito de IGRP é sete vezes o período de atualização do roteamento. a

## Atualização
O Enhanced Interior Gateway Routing Protocol - EIGRP, é um protocolo avançado de distribuição (roteamento) por vetor da distância. É uma evolução do IGRP.